# Aparecida Gama
Maria Aparecida Gama de Souza Loureiro (Rio de Janeiro, 9 de julho de 1950 - Rio de Janeiro, 13 de maio de 2017) foi uma política brasileira. Em 1990, foi eleita deputada estadual no Rio de Janeiro, sendo reeeleita em 1994, 1998, 2002 e 2006. Foi professora e ex-secretária de Estado de Habitação. Faleceu no dia 13 de maio de 2017, vítima de Esclerose Lateral Amiotrófica (ELA).